# 德黑蘭宣言

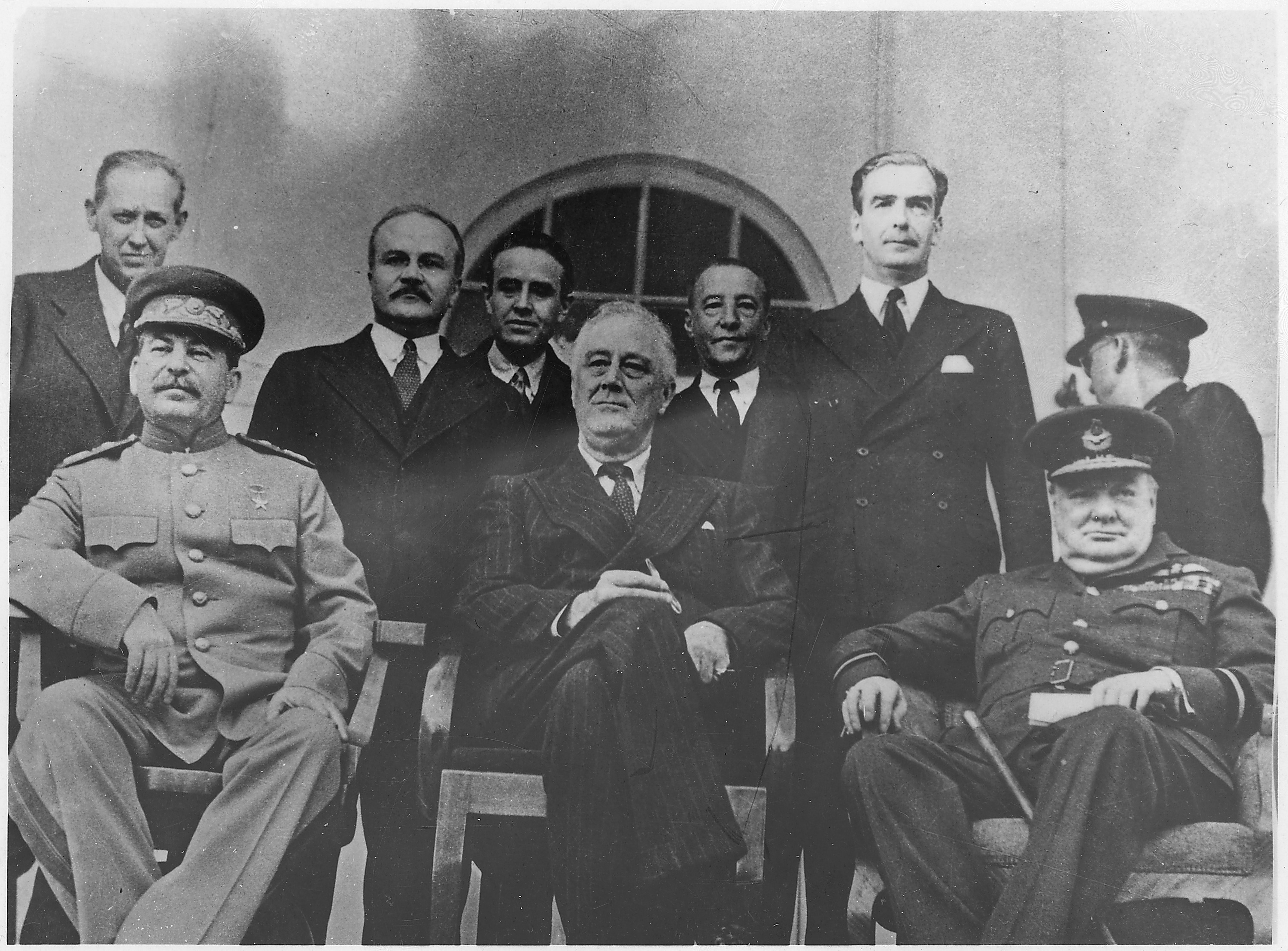
左起：史達林、羅斯福、邱吉爾在德黑蘭會議的舉辦地點，德黑蘭的蘇聯大使館。攝於1943年11月28日。

《三強宣言》（英語：Declaration of the Three Powers），又稱《德黑蘭宣言》（英語：Tehran Declaration），是在第二次世界大戰期間由美國總統羅斯福、英國首相邱吉爾、蘇聯共產黨總書記史達林於1943年12月1日在伊朗首都德黑蘭共同制定的宣言。該宣言的目的在於宣示擊敗納粹德國的決心，以及加強世界各國在戰後的團結合作。

## 背景
1942年1月1日，美國、英國、蘇聯等26個國家在美國華盛頓發表《聯合國家宣言》，表示全力對抗納粹德國、義大利、日本法西斯。1943年初，德國對蘇聯南部城市史達林格勒（今伏爾加格勒）的侵略遭蘇聯軍隊嚴重挫敗後，歐洲戰場的局勢出現轉捩。為進一步協調共同作戰的行動，1943年11月28日至12月1日，美國總統羅斯福、英國首相邱吉爾、蘇聯共產黨總書記史達林在伊朗首都德黑蘭的蘇聯大使館舉行了為期四天的德黑蘭會議，商討了下一步對德國作戰的軍事計劃以及戰後的和平解決方案。12月1日會議結束時，羅斯福、邱吉爾、史達林共同制訂了《三強宣言》，即《德黑蘭宣言》，並於12月6日正式發表。

## 主要內容
- 表達美、英、蘇三國已議定消滅德軍的計劃，對於從德國東面、西面、南面所要進行的軍事行動之規模和時機已達成協議。
- 號召所有國家在戰後積極參加維護和平的國際組織。